# Diedersdorf (Vierlinden)
Diedersdorf ist ein Ortsteil der Gemeinde Vierlinden im Brandenburger Landkreis Märkisch-Oderland.
Der Ortsteil besteht heute aus den bewohnten Gemeindeteilen Diedersdorf und Waldsiedlung.

## Geographische Lage und Topographie

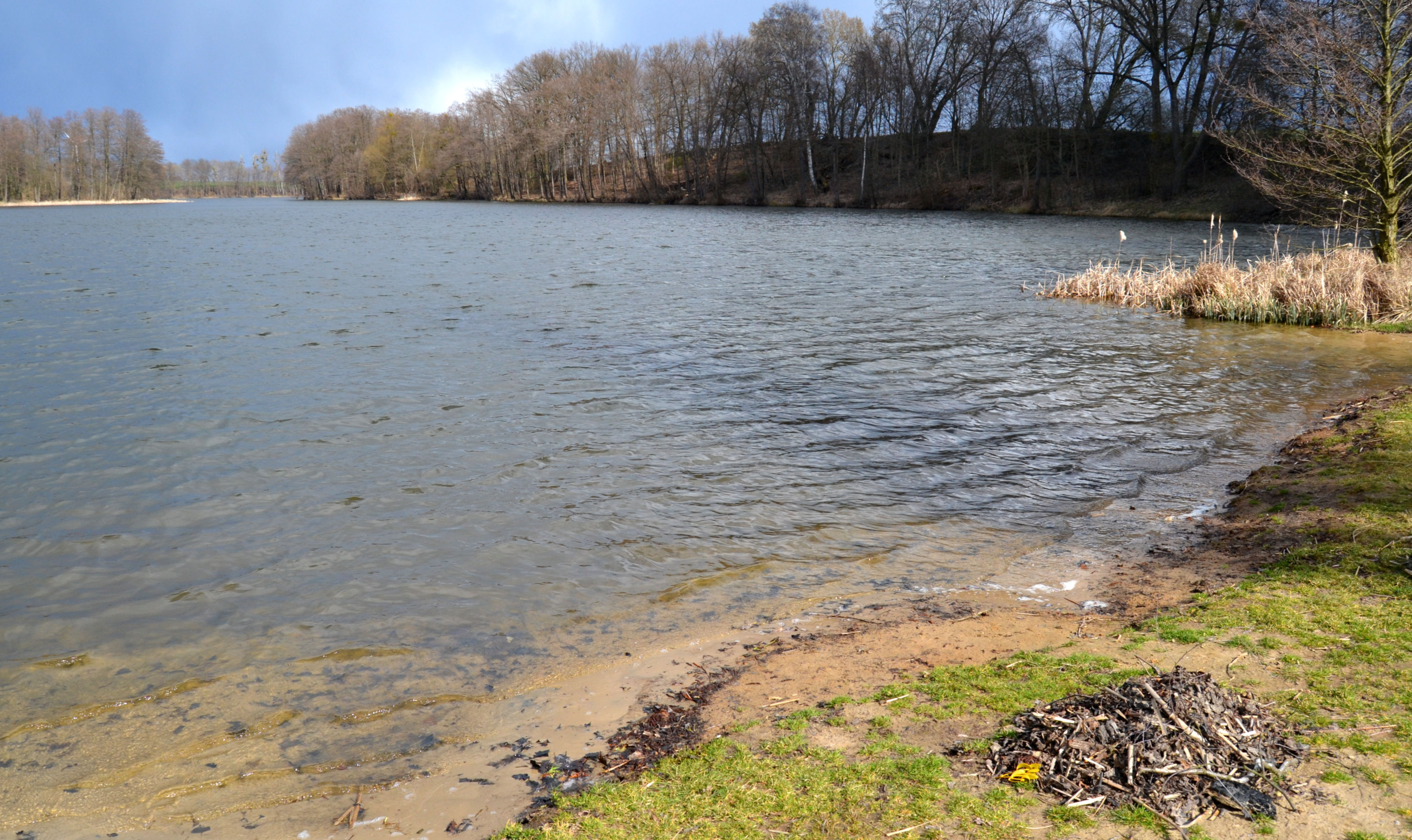
Badestelle am Weinbergsee

Der Ort liegt an der Bundesstraße 1 südwestlich von Seelow, die Berlin mit der Polnischen Grenze verbindet. Der Ort liegt im Landschaftsschutzgebiet Seenkette des Platkower Mühlenfließes / Heidelandschaft Worin, der Platkower Mühlenfließ, hier zumeist nur Fließ genannt, durchströmt den Ort. Er durchfließt im Ort den Halbesee und ist über Gräben auch mit dem Weinbergsee verbunden.

## Geschichte

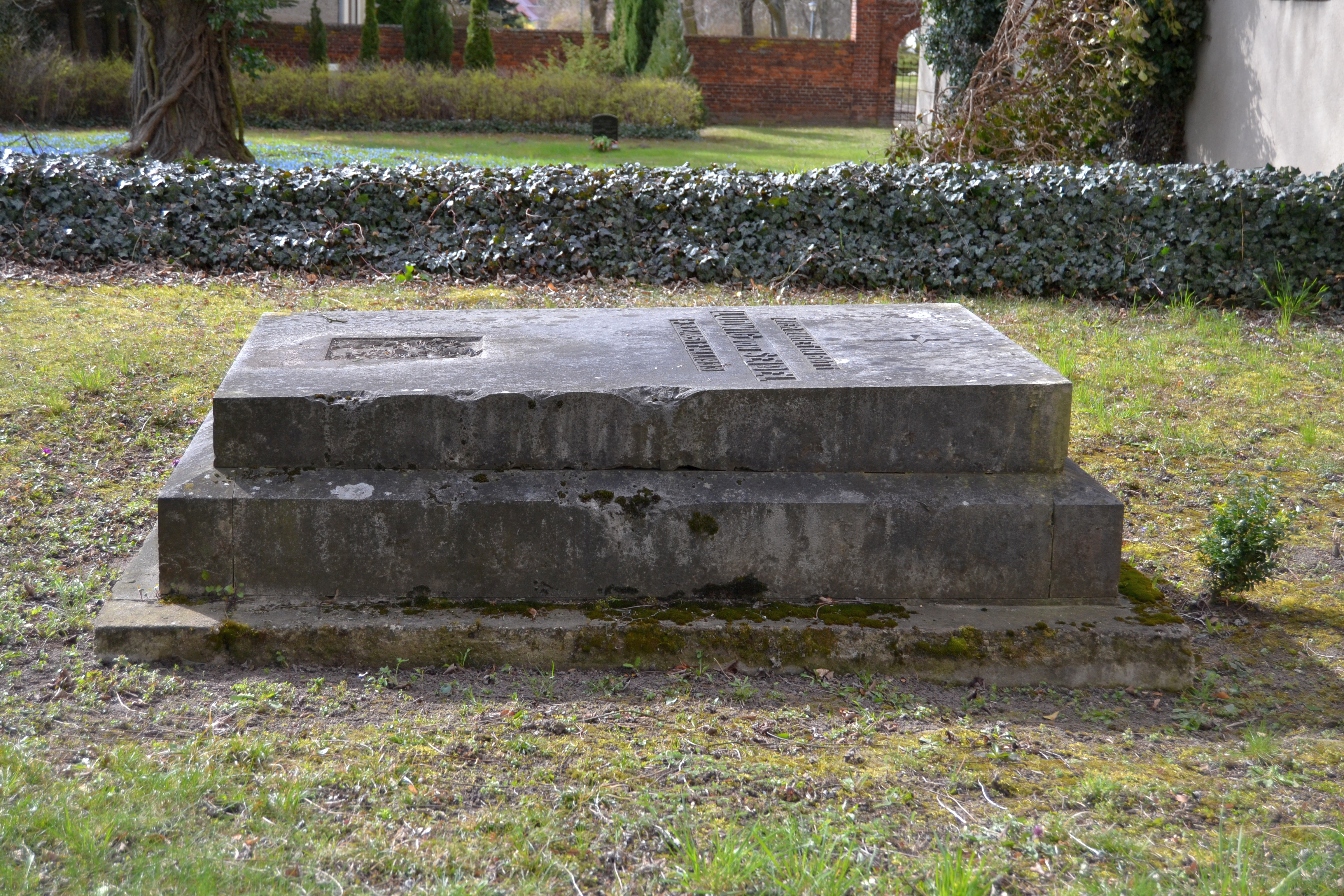
Grabdenkmal Ludwig von Seidels auf dem Kirchfriedhof

Der Ort wurde 1253 erstmals urkundlich als Villam Didriksdorf erwähnt. 1412 werden die von Pfuel mit dem Ort durch Friedrich I. belehnt. 1598 gab es im Dorf eine Kirche, drei Rittersitz-Güter und auch eine Wassermühle. 1748 kaufte Kriegsrat Kunow das Rittergut in Diedersdorf. 1792 verkaufte er es an den Amtsrat Carl Friedrich Lehmann, Generalpächter des Amtes Wollup für 72.000 Taler. Im Jahre 1876 kaufte der Fabrikbesitzer Ludwig von Seidel aus Berlin das Rittergut. 1909 wurde er geadelt. Der letzte Besitzer 1945 war Ludwig Rudolf Hans Joachim von Seidel.
Im Zuge der Bodenreform in der Sowjetischen Besatzungszone wurden 38 Neubauernhäuser im Ort gebaut und das Gut enteignet. So erfolgte im Jahr 1953 die Gründung der LPG Diedersdorf / Neuentempel.
Die ehemalige Gemeinde schloss sich am 26. Oktober 2003 mit den bis dahin selbständigen Gemeinden Friedersdorf, Marxdorf und Worin zur Gemeinde Vierlinden zusammen.

### Einwohnerentwicklung
| Jahr          | 1875 | 1890 | 1910 | 1925 | 1933 | 1946 | 1993 | 2000 | 2006 |
| Einwohnerzahl | 202  | 223  | 220  | 273  | 228  | 343  | 923  | 395  | 314  |

## Kultur und Sehenswürdigkeiten

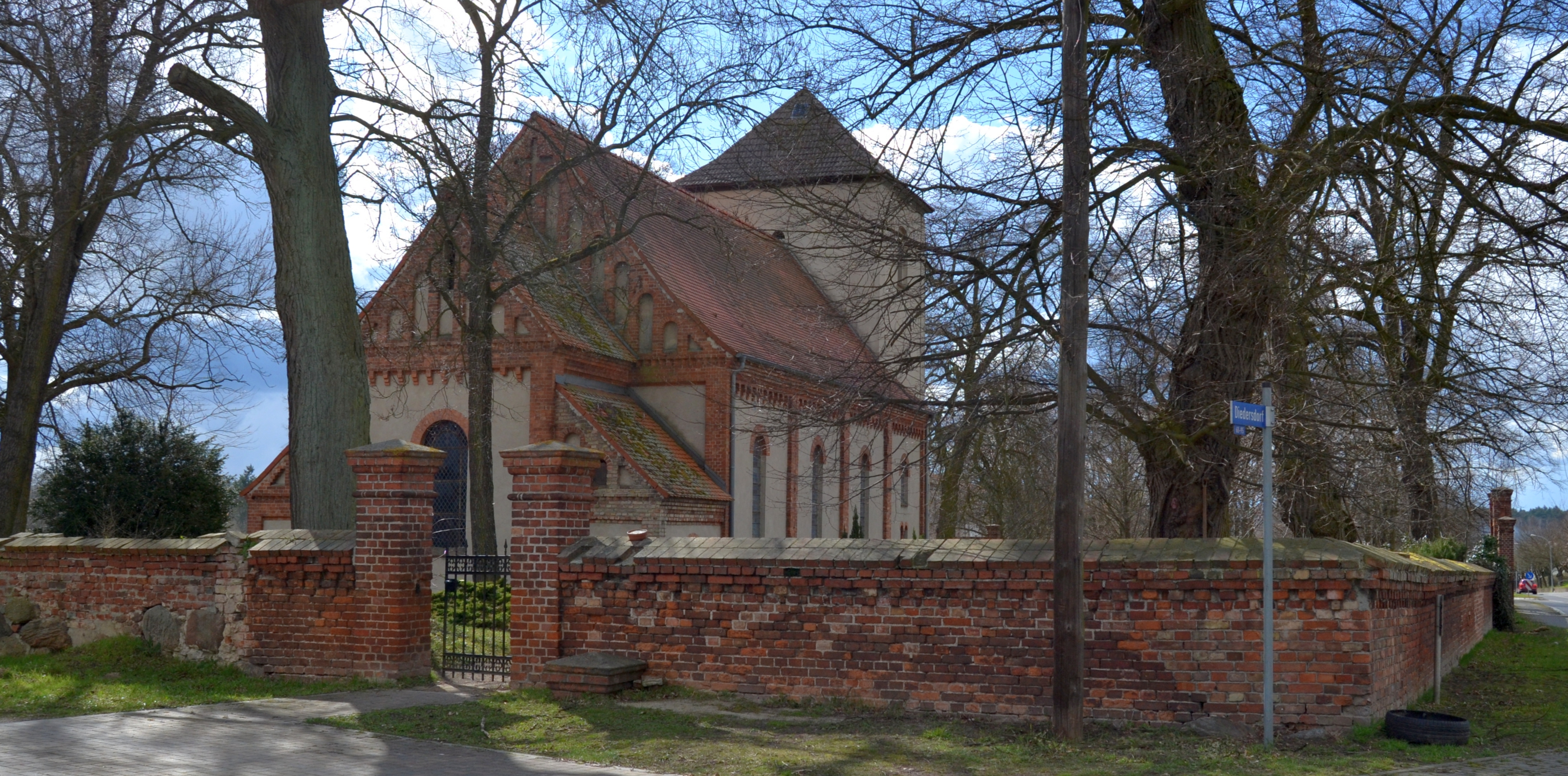
Diedersdorfer Kirche

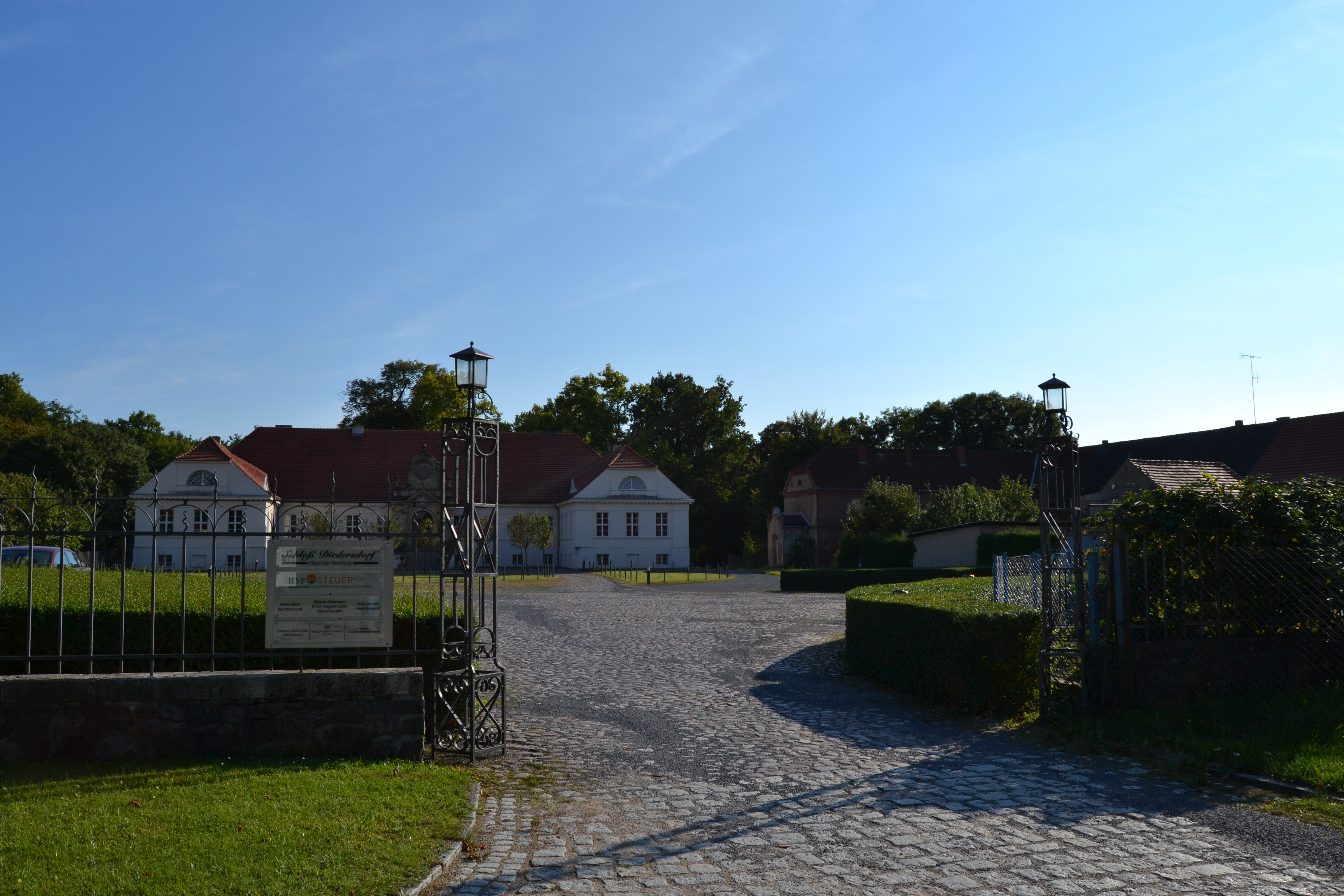
Gutshaus und Gutspark

In der Liste der Baudenkmale in Vierlinden stehen die in der Denkmalliste des Landes Brandenburg eingetragenen Baudenkmale des Ortes Diedersdorf. Dazu gehören:
- die Dorfkirche in Diedersdorf
- das Gutshaus und Gutspark
- an der B 1 ein Halbmeilenstein, bei km 23,3
- an der B 1 ein Viertelmeilenstein, bei km 21,4
- an der B 1 ein Viertelmeilenstein, bei km 25,2